# Jiyang, Jian'ou
Jiyang (kinesiska: 吉阳) är en köping i sydöstra Kina. Den ligger i Jian'ou i staden Nanping i provinsen Fujian, omkring 170 kilometer nordväst om provinshuvudstaden Fuzhou. Antalet invånare är 22 589. Befolkningen består av 11 207 kvinnor och 11 382 män. Barn under 15 år utgör 18,0 %, vuxna 15-64 år 70 %, och äldre över 65 år 10,0 %.